# Arc d'Hadrià
L'Arc d'Hadrià és un arc monumental que segueix l'idea d'arc de triomf romà. Està ubicat en una antiga carretera que uneix el centre d'Atenes, Grècia, al complex d'estructures ubicades en el costat oriental de la ciutat, incloent el Temple de Zeus Olímpic. S'ha plantejat la hipòtesi que l'arc va ser construït per celebrar l'adventus (arribada) de l'emperador romà Hadrià, i en el seu honor pel que havia fet per la ciutat, en l'ocasió de la inauguració del temple proper l'any 131 o 132.
No es coneix amb seguretat qui va encarregar la construcció de l'arc, tot i que probablement eren ciutadans d'Atenes o d'una altre població grega. Hi ha dues inscripcions en l'arc, col·locades en direccions oposades, que citen a l'heroi Teseu i l'emperador Hadrià com a fundadors d'Atenes. Encara que és clar que la inscripció fa honor a Hadrià, no se sap si la referència a la ciutat s'ha d'entendre en la totalitat o la ciutat en dues parts: una vella i un de nova. La hipòtesi original, és a dir, que l'arc que marca el límit de les antigues muralles i, per tant, la distinció entre la ciutat vella i nova, ha estat desmentida per altres excavacions.
L'arc es troba a 325 m. sud-est de l'Acròpoli.

## Construcció i disseny

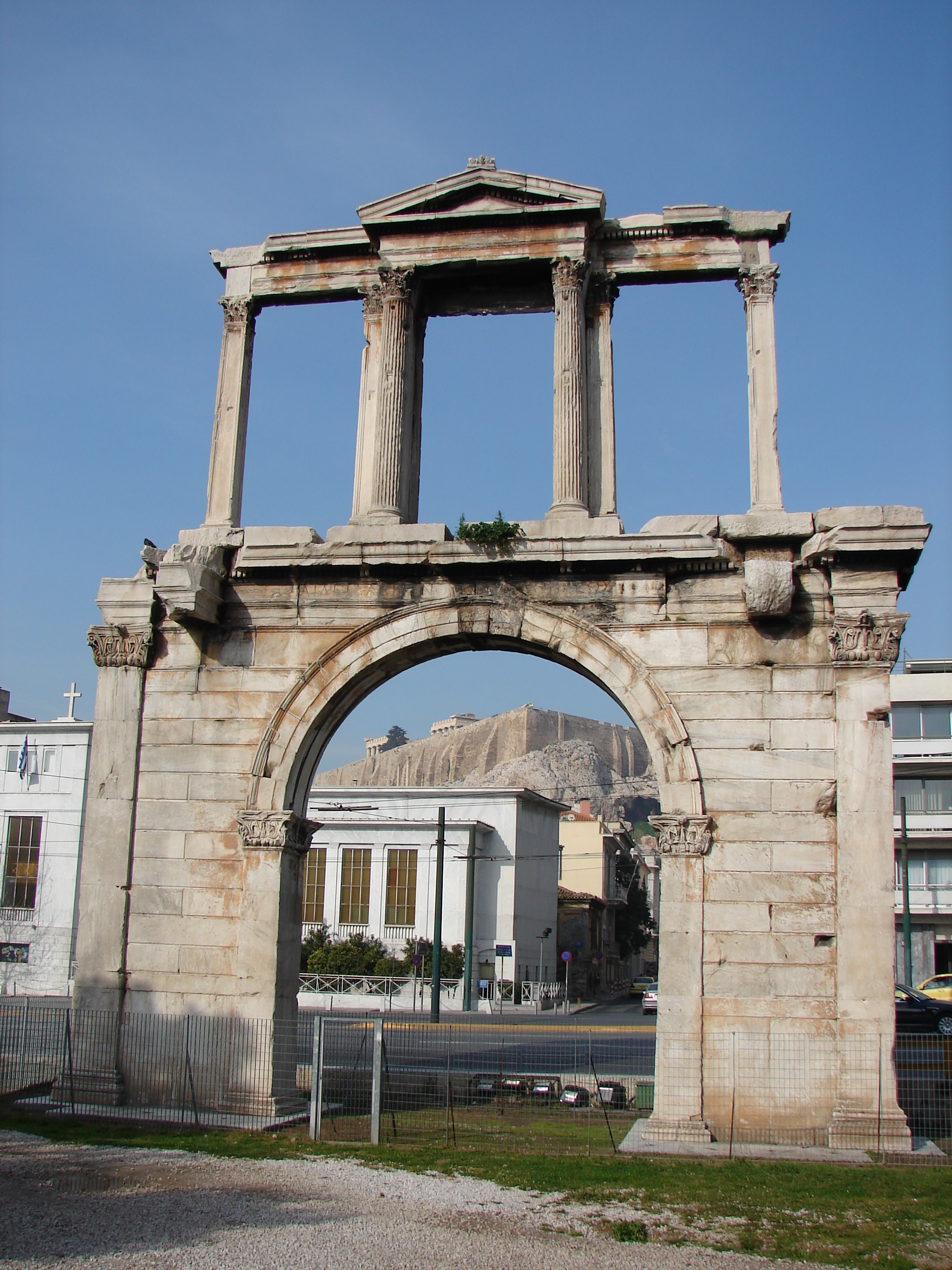
L'Arc d'Hadrià a Atenes, amb l'Acròpoli vista al fons.

### Material i disseny

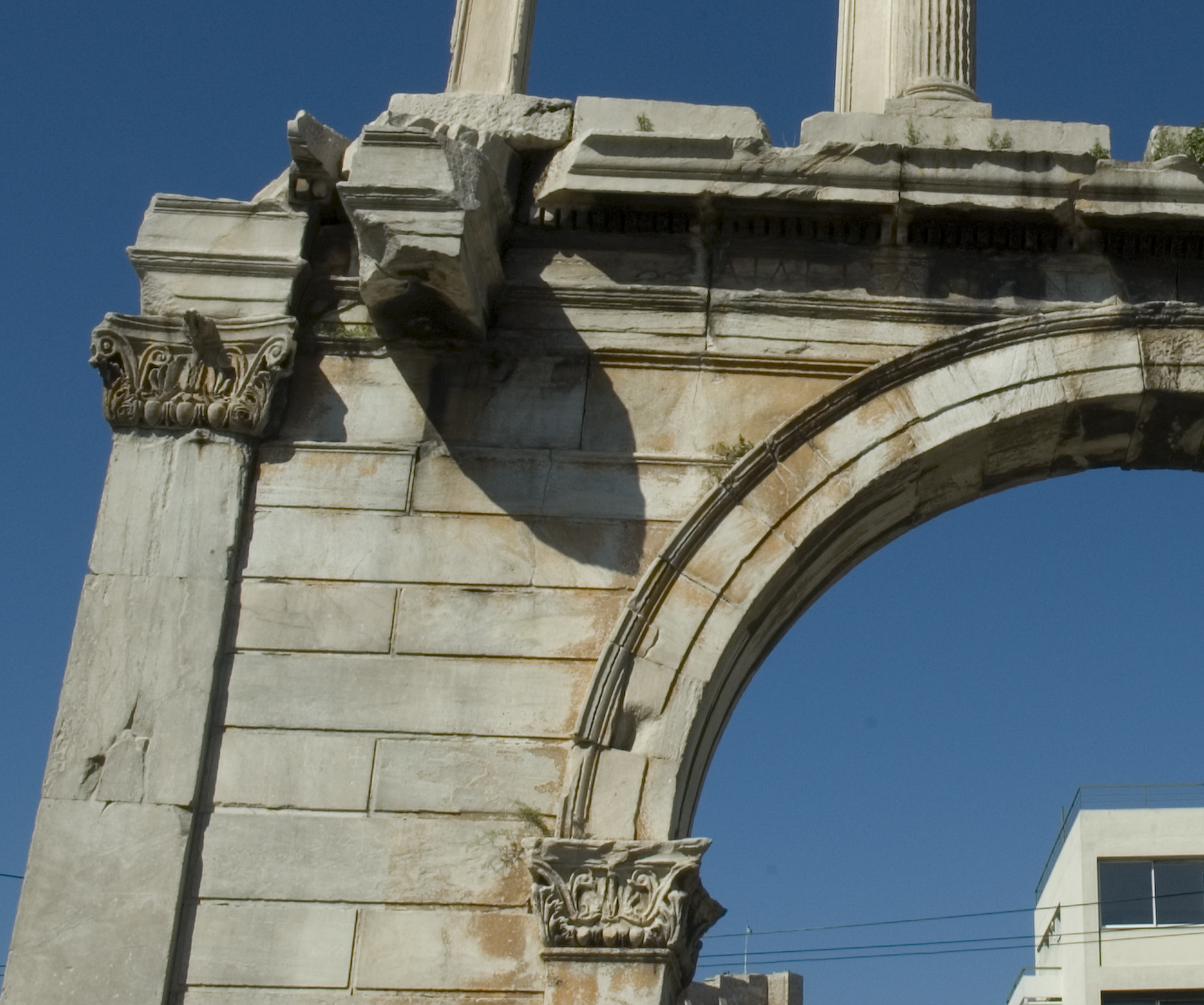
Detalls del nivell inferior.

El monument està fet de marbre pentèlic, provinent del mont Pentèlic, 18,2 quilòmetres al nord-est de l'arc.
El marbre del Pentèlic es va utilitzar per a la construcció del Partenó i moltes altres estructures notables a Atenes, encara que la seva qualitat pot variar significativament. El marbre utilitzat per a l'arc és menor qualitat que l'utilitzat en els millors edificis d'Atenes. L'arc va ser construït sense ciment o morter, utilitzant només el marbre sòlid i abraçadores per unir els carreus. L'arc mesura de 18 metres d'ample d'alçada i 13,5 x i 2,3 m de profunditat. El seu disseny és totalment simètric d'endavant cap enrere i de costat a costat.
La llum de l'arc del nivell inferior és de 6,5 metres d'ample i està sostingut per pilastres de capitells corintis. Similars, però superior, altres pilars van ser col·locats en les cantonades de la part inferior. L'espai entre les pilastres exteriors i la porta en arc es va omplir amb pedres quadrades amb vores elaborades per destacar-ne el disseny. Cada costat del passatge central estava decorat amb una columna coríntia en una base elevada rectangular, projectant-se del centre de la paret. El nivell més baix va ser coronat amb un arquitrau jònic cobert amb dentícules i una projecció de geisons.

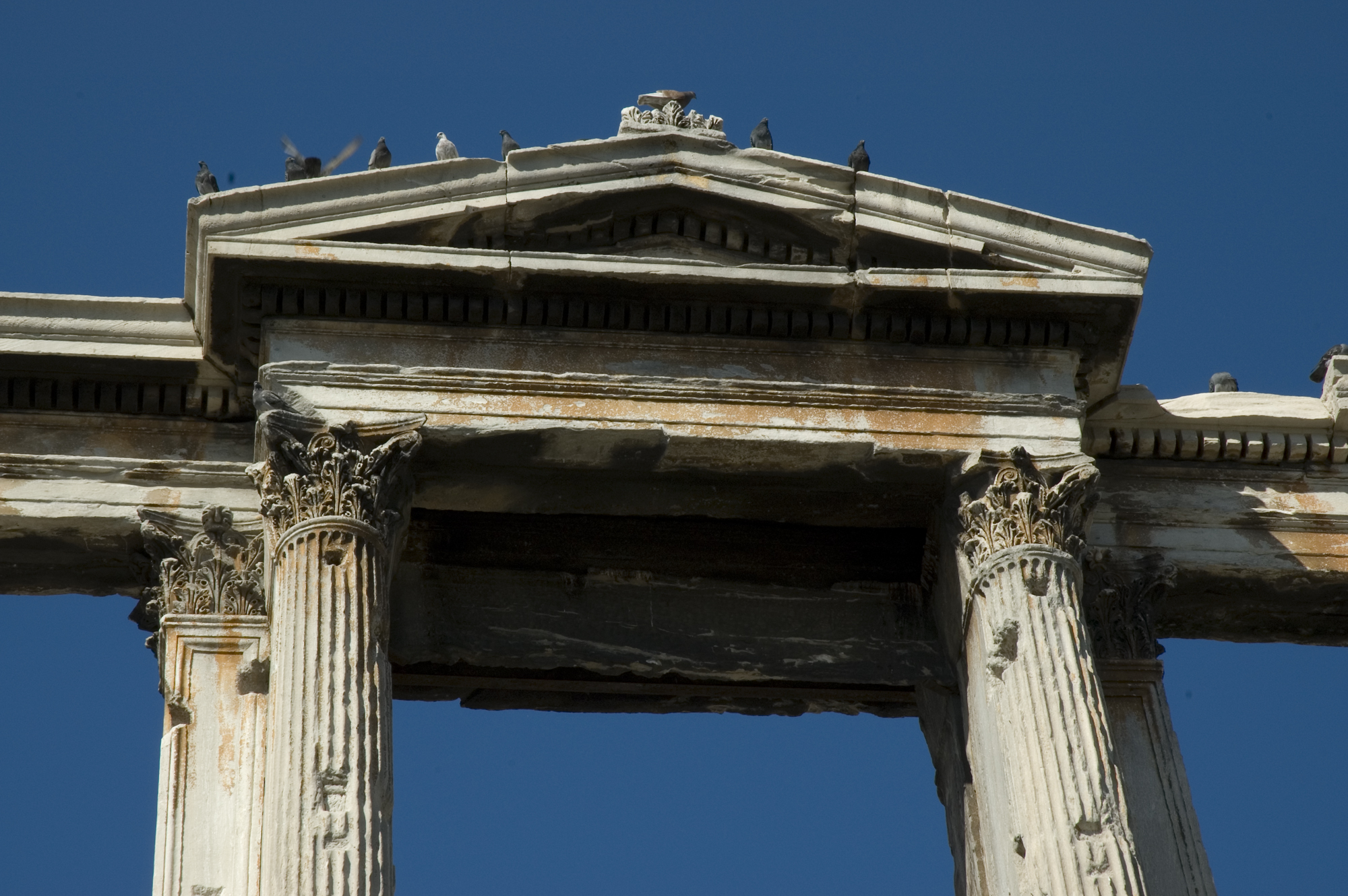
El frontó central del nivell superior de l'arc

El nivell superior de l'arc (l'àtic) es compon d'una sèrie de columnes corínties i pilastres que divideixen l'espai en tres obertures rectangulars. Cadascuna de les obertures laterals està coronada per un arquitrau jònic amb denticles i un geison en relleu, d'igual manera que el nivell inferior. L'obertura central, però, està flanquejada per antae amb mitges columnes corínties que sostenen un frontó triangular, que descansa sobre dels denticles, geison i sima que s'uneix a les de les dues ales. Al cim del frontó va existir un petit acroteri vegetal. L'obertura central del nivell superior es tancava inicialment per una prima pantalla de pedra d'uns 7 cm de gruix. Només les ranures per al seu muntatge es conserven actualment. El disseny d'aquest aediculum del nivell superior és similar a l'arquitectura dels frons scaenae (façana de l'escenari dels teatres antics) i altament evocador de les representacions d'aedicula en la pintura mural del segon estil pompeià.

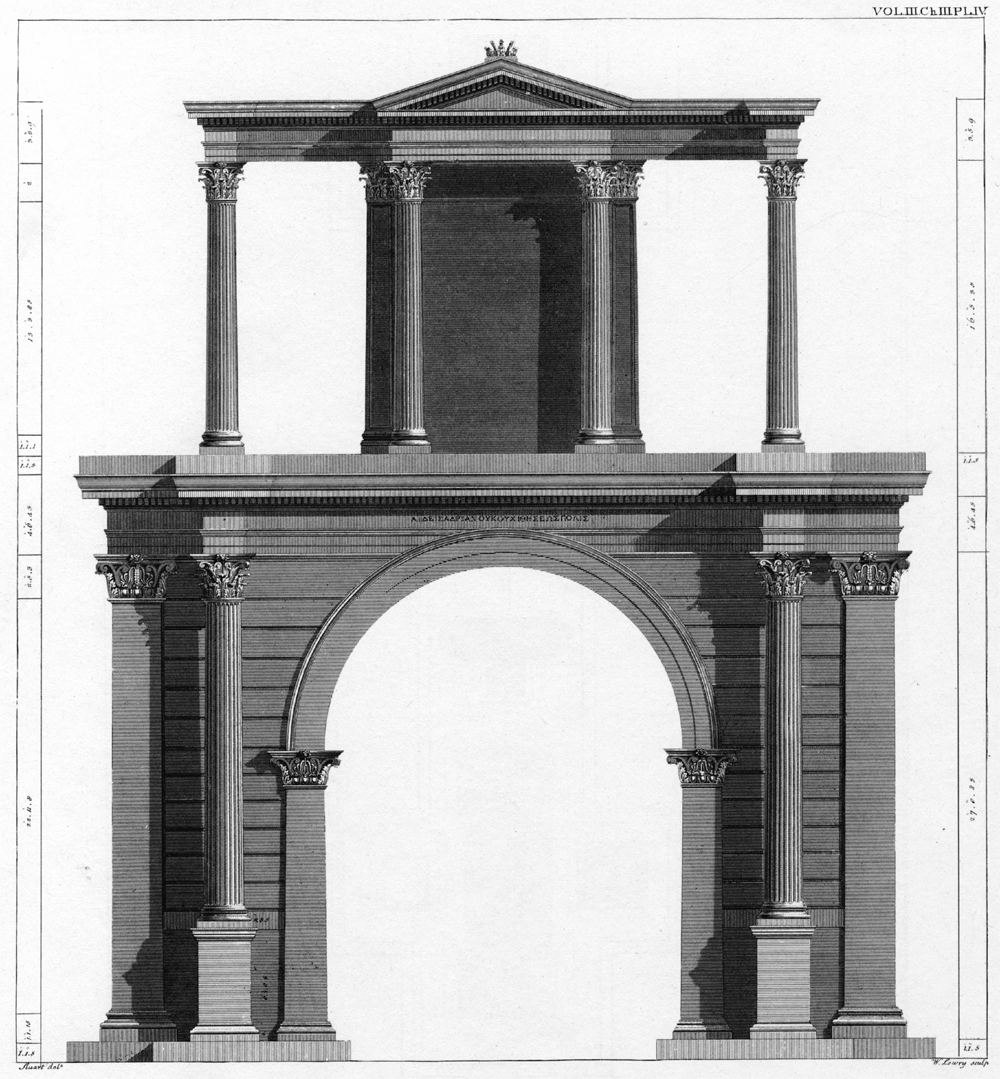
Reconstrucció del disseny de l'arc des del costat sud-est (Stuart i Revett)

Una ràpida comparació d'aquest arc, amb alguns dels molts conservats arcs de triomf romans, mostra les diferències de disseny entre aquestes estructures. El nombre d'obertures arquejades del nivell inferior dels arcs triomfals romans era variable, així com la presència d'un pas secundari al llarg de l'eix longitudinal de l'estructura. El nivell inferior de l'arc d'Hadrià entra dins la gamma d'aquest gènere arquitectònic. Els arcs triomfals romans, però, solen tenir un àtic enorme i sòlid al nivell superior, sovint ple d'inscripcions de dedicatòries i decoració escultòrica. D'altra banda, els arcs de mig punt a la part superior en general contenien estàtues de bronze o de pedra, sovint incloent una quadriga (carro amb quatre cavalls) o similar. Com assenyala Willers, el disseny de l'arc d'Hadrià té un nivell superior molt sofisticat, que no permetria l'addició d'ornaments pesants, com estàtues, a la part superior de l'àtic.

### Decoració escultòrica
S'ha proposat que havia estàtues situades a la part superior del nivell inferior, una a cada costat del aediculum, nínxol del nivell superior, com era habitual en aquest tipus d'arquitectura. Teseu i Hadrià són els candidats amb major possibilitats per a aquestes dues estàtues, a jutjar per les inscripcions. Ward-Perkins ha proposat la idea que la part superior albergava nombroses estàtues, col·locades sobre de les columnes corínties que sobresurtien del nivell inferior. En oposició a aquesta proposta, Willers diu que no hi ha evidència d'aquest tipus d'instal·lació a la part superior de la planta baixa, i que la pedra està molt poc treballada en la part superior perquè es puguen posar estàtues. Malgrat que Willers ha fet un excel·lent estudi sobre el nivell inferior de l'arc, no se li va permetre estudiar també el nivell més alt, de manera que les seues declaracions sobre el nivell superior es basen en plans i els mesuraments anteriors publicats amb anterioritat. Una investigació completa del monument, potser amb l'excavació limitada de les fundacions com Willers suggereix, resta encara per fer.

### Inscripcions i ubicació

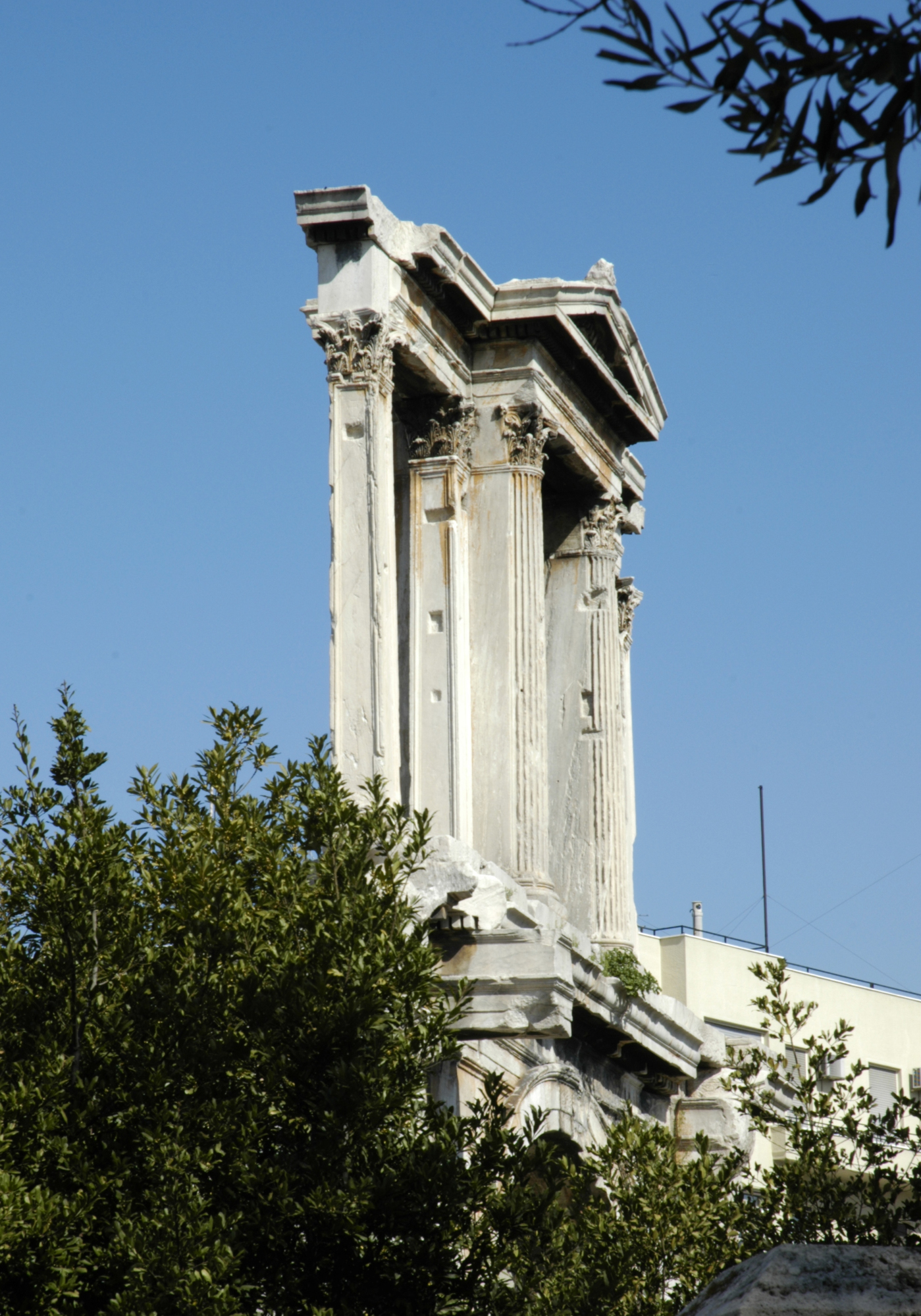
Vista de tres quarts de la planta superior.

Dues inscripcions estan gravades a l'arquitrau del nivell inferior de l'arc, centrada en cada costat de l'obertura central. A la part nord-oest (mirant cap a l'Acròpolis), la inscripció diu:
- ΑΙΔ' ΕIΣΙΝ ΑΘΗΝΑΙ ΘΗΣΕΩΣ Η ΠΡΙΝ ΠΟΛΙΣ (aquesta és Atenes, l'antiga ciutat de Teseu).

A la inscripció del costat sud-est (mirant cap a l'Olympeion) es llig:
- ΑΙΔ' ΕIΣΙΝ ΑΔΡΙΑΝΟΥ ΚΟΥΧI ΘΗΣΕΩΣ ΠΟΛΙΣ (Aquesta és la ciutat d'Hadrià, i no de Teseu).[7]

Un antic escoli (nota al marge) en un manuscrit d'Arístides afirma que l'emperador Hadrià, quan va ampliar la muralla de la ciutat (d'Atenes), va escriure (inscrit) en el límit de l'antiga i les noves àrees d'Atenes, una doble inscripció que coincideix amb el sentit, però no les paraules exactes, de les inscripcions en l'arc. Sobre la base d'una lectura combinada de les inscripcions de l'arc i de l'escoli, inicialment es va acceptar que l'arc se situava en la línia de la muralla de Temístocles i que va marcar la divisió entre la ciutat vella de Teseu i la ciutat nova d'Hadrià.

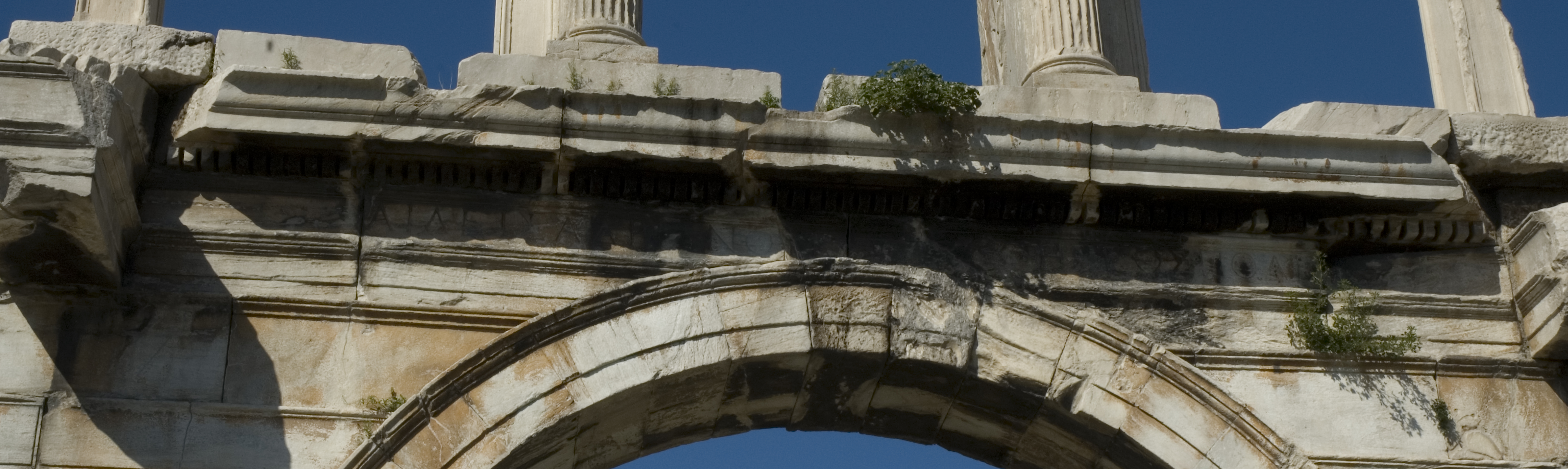
La inscripció a la façana del sud-est.

Segons aquesta hipòtesi, la segona entrada es refereix a una nova secció urbana al costat est d'Atenes, fundada per Hadrià i, per a major comoditat, aquesta àrea es denomina Adrianópolis en estudis posteriors. Es creu que aquesta nova àrea de la ciutat romana havia estat afegida a la ciutat grega durant la pax romana.
Adams ha proposat que, en comptes de dividir a Atenes en una antiga ciutat de Teseu i una ciutat nova d'Hadrià (Adrianopolis), les inscripcions assenyalarien una refundació de tota la ciutat per l'emperador D'acord amb aquesta idea, les inscripcions s'haurien de llegir com: Això és Atenes, la que fou la ciutat de Teseu; aquesta és la ciutat d'Hadrià, i no de Teseu.
Adams ha qüestionat també la idea que l'arc seguia la línia de la muralla de Temístocles, hipòtesi que ha estat àmpliament acceptada en general. Quan es va excavar una porta de la muralla de Temístocles a uns 140 metres a l'est de l'arc, la qüestió es va resoldre. Stuart i Revett, que van realitzar el primer i més complet (i únic) estudi d'arquitectura sobre l'arc els anys 1751-1753, es van quedar perplexos pel fet que l'arc no està alineat amb el Temple de Zeus Olímpic, malgrat el fet que vostè està a 20 m del mur peribolos (mur de separació) d'aquest complex. Les excavacions fetes des de llavors han demostrat que l'arc s'alinea amb un antic carrer que anava pel mateix lloc que el modern carrer de Lysikrates. L'arc enfronta amb el Monument de Lisícrates, situat 207 metres al nord-oest al llarg del mateix carrer.

### Conservació

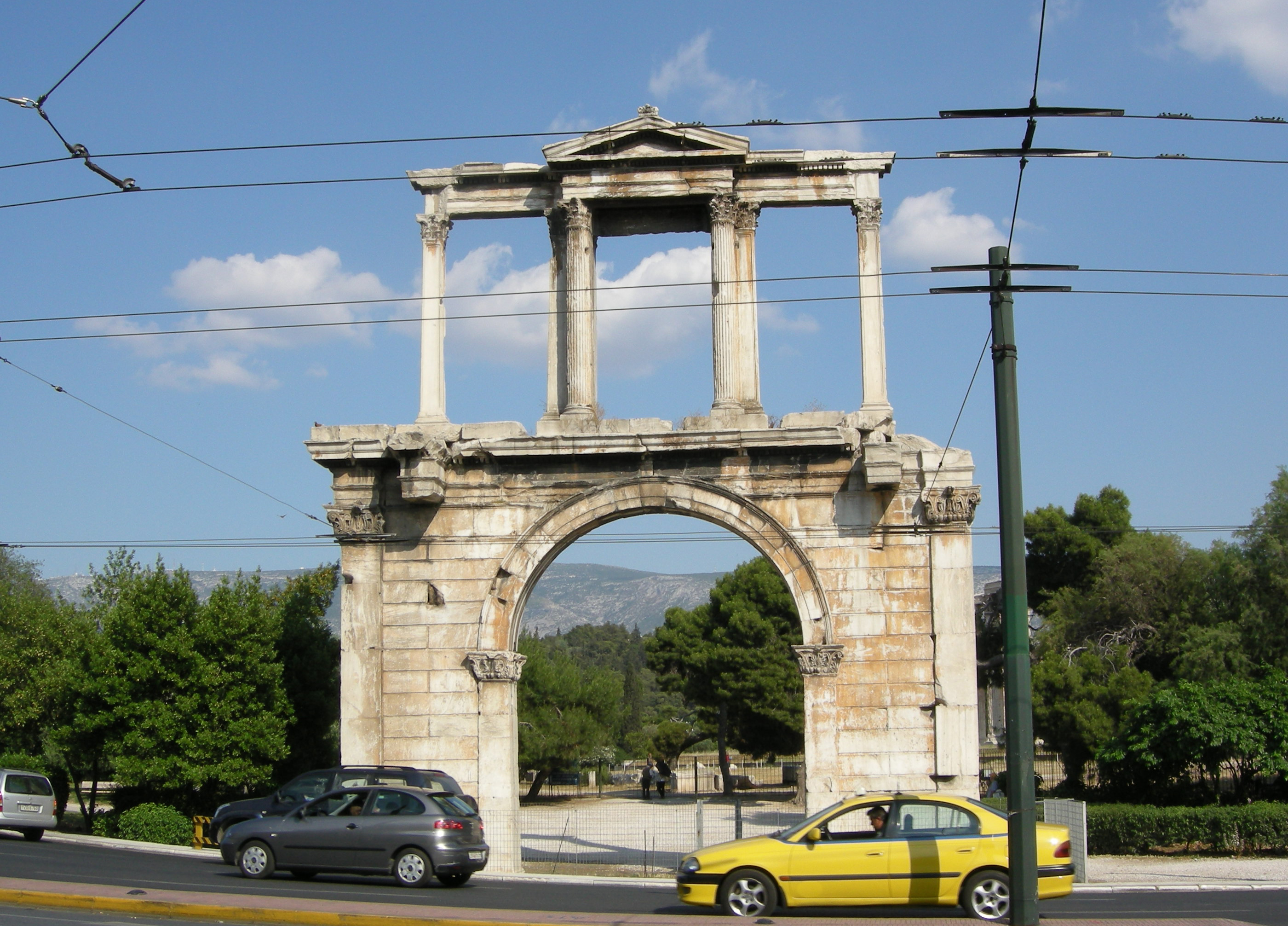
L'Arc d'Hadrià i l'Olympeion mirant cap al sud-est del carrer Lysicrates.

En el moment en què va ser analitzat arquitectònicament per Stuart i Revett a mitjans del segle xviii, la base de l'arc només estava enterrada sota terra al voltant d'un metre. Tenint en compte que mai va estar protegit per l'enterrament en els seus gairebé 19 segles d'existència, l'arc s'ha conservat en condicions extraordinàries. Tot i haver perdut les columnes de la planta baixa, l'arc es conserva en tota la seua alçada, i domina l'actual Via Amàlia. En les últimes dècades, la contaminació atmosfèrica ha danyat el monument. Existeix una àmplia decoloració de la pedra i la degradació de les inscripcions.

## Patronatge
La construcció de l'arc ha estat atribuïda tant a l'Estat atenenc o al Panhel·lènic, una nova associació de totes les ciutats gregues, amb seu a Atenes. Els primers estudis van mostrar que els atenesos van ser els encarregats de la seua construcció, argumentant que la qualitat dels materials i l'execució era inferior a la utilitzada en altres edificis promoguts per Hadrià a Atenes, i el cas que un emperador que estimava tant la ciutat no seria tan arrogant com per posar una inscripció en una estructura de la seua pròpia creació. Dos arcs de la mateixa mida i estil van ser construïts al santuari de Demèter i Kore en Eleusis, a finals del segle ii, i es van dedicar a un emperador (potser Marc Aureli) pels Panhel·lenes. Aquests arcs flanquejaven els propylon al santuari i es van situar en els extrems dels camins a Mègara i un port respectivament. L'arc sud-est tenia una inscripció que deia:
- ΤΟΙΝ ΘΕΟΙΝ ΚΑΙ ΤΩΙ ΑΥΤΟΚ[Ρ]ΑΤΟΡΙ ΟΙ ΠΑΝΕ[ΛΛΗ]ΝΕΣ (a les dues deesses i l'emperador, els Panhel·lènics).

L'ús del mateix disseny per honrar dos emperadors en l'espai d'unes poques dècades, a pocs quilòmetres ha portat a la idea que els Panhel·lènics van ser els responsables de la construcció de tots dos arcs.